# Koatunia subapicata
Koatunia subapicata is een keversoort uit de familie boktorren (Cerambycidae). De wetenschappelijke naam van de soort is voor het eerst geldig gepubliceerd in 1951 door Gressitt.